# One Kansas City Place
One Kansas City Place è l'edificio più alto nello stato americano del Missouri. Si trova nel centro di Kansas City, delimitato dalla dodicesima strada a nord, da Baltimora Avenue a ovest e da Main Street a est. Costruito nel 1988, è alto 189,9 m. È stato progettato da Patty Berkebile Nelson & Immenschuh e ha sostituito il Town Pavilion come l'edificio più alto della città.
One Kansas City Place è stato progettato per essere una versione anni '80 del famoso edificio Art Deco di Kansas City di 30 piani Kansas City City Hall, che si trova a cinque isolati a est di Main, sulla 12th Street.

## Storia

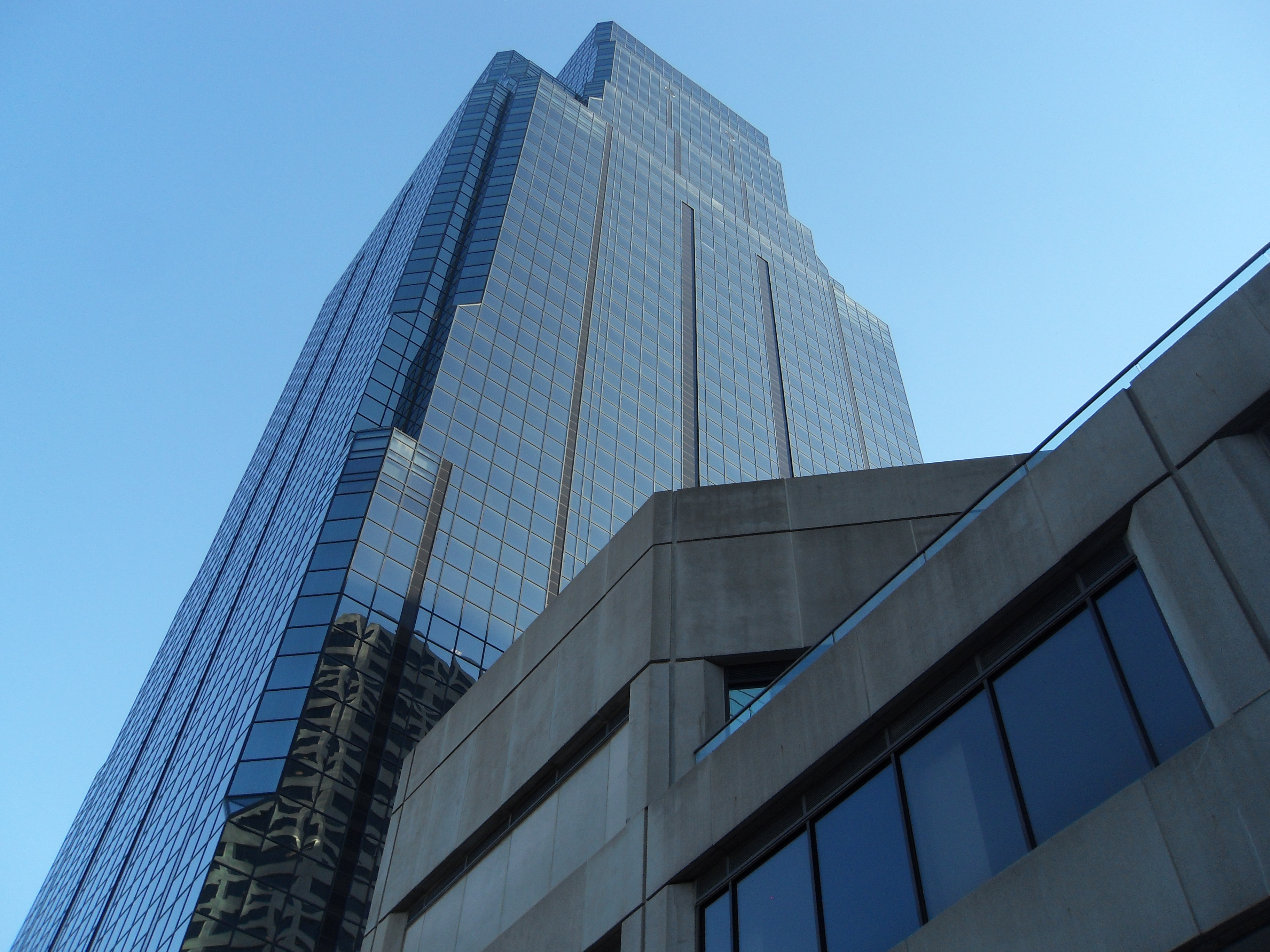
L'edificio visto da Main Street.

One Kansas City Place è stato costruito come la prima parte di un progetto molto più ampio di nome Kansas City Place, che non è mai stato completato. Il progetto doveva includere torri a uso misto, torri per uffici e torri residenziali / alberghiere. Il progetto di Kansas City Place è stato originariamente proposto durante il boom immobiliare degli anni '80. Il piano fu sviluppato da Frank Morgan e suo zio Sherman Dreiseszun che aveva precedentemente costruito il Town Pavilion che fu completato nel 1986.
La torre è stata proposta per l'area South Loop (So-Lo) a sud del quartiere centrale degli affari del centro. Le affermazioni infondate sostengono che una delle principali cause del mancato raggiungimento della piena statura del progetto sono state le denunce dei residenti, sostenendo che avrebbe rovinato l'orizzonte di Kansas City, che era rimasto per lo più invariato per 30 anni.
One Kansas City Place doveva essere il terzo più alto di parecchie torri costruite. Oggi è uno degli edifici più riconoscibili nello skyline di Kansas City.

## Illuminazione e progetto originario
Ai quattro lati della sua cima, One Kansas City Place brilla di notte con luci rosse, bianche e blu. Durante l'anno, i colori cambiano in rosso e giallo per le partite importanti dei Kansas City Chiefs, blu e bianco per le importanti partite dei Kansas City Royals, rosso per San Valentino, verde per il giorno di San Patrizio, rosa per Breast Cancer Awareness Month (ottobre), e rosso e verde per Natale.

### Edifici originariamente proposti
| Nome                             | Piani | Stato     | Uso          |
| -------------------------------- | ----- | --------- | ------------ |
| Due Kansas City Place            | 65    | Annullato | Ufficio      |
| Tre posti di Kansas City         | 55    | Annullato | Ufficio      |
| Un posto a Kansas City           | 42    | Costruito | Ufficio      |
| Four Kansas City Place           | 24    | Annullato | Ufficio      |
| Appartamenti a Kansas City Place | 20    | Annullato | Residenziale |
| 1200 Wyandotte                   | 18    | Costruito | Ufficio      |
| Appartamenti a Kansas City Place | 16    | Annullato | Residenziale |
| Appartamenti a Kansas City Place | 14    | Annullato | Residenziale |

## Inquilini
Bank of America mantiene una grande filiale nella lobby inferiore dell'edificio. Gli inquilini più grandi dell'edificio sono Ernst & Young, una società di contabilità, e Bryan Cave, uno studio legale con sede a St. Louis. Karbank Real Estate Company, un'importante società di sviluppo e intermediazione industriale, occupa il 39º piano. Great Plains Energy e sussidiaria Kansas City Power & Light Co. hanno preso spazio nell'edificio nel 2009. Gli inquilini sono forniti da EHI tramite Securitas AB.